# Spissøy
Spissøy o Spyssøya es una isla del municipio de Bømlo en la provincia de Hordaland, Noruega. Se ubica en la confluencia entre el estrecho de Stokksundet y el Hardangerfjorden.  La isla de Bømlo está al noroeste, Moster al suroeste, Otterøya al sudeste y Nautøya al noreste.  Spyssøya se conecta con Bømlo mediante el puente Spissøy y con la isla de Nautøya por el puente Bømla. Gracias a la construcción de los puentes la población ha aumentado.